# Tetrahydrogestrinon
Tetrahydrogestrinon (THG), auch The Clear genannt, ist ein Designer-Steroid und gehört zur Gruppe der anabolen Steroide. THG ist ein modifiziertes Gestrinon und zeigt Affinität zum Androgenrezeptor und Progesteron-Rezeptor, nicht aber zum Estrogen-Rezeptor.
Der Stoff wurde speziell zu Dopingzwecken entwickelt, medizinische Wirkungen sind nicht bekannt, THG ist nicht als Medikament zugelassen. Es gibt heute noch keine wissenschaftlichen Untersuchungen über die Wirkung von THG, somit kann nicht genau gesagt werden, welche Wirkungen und Nebenwirkungen der Stoff hat. Es wird angenommen, dass diese mit Gestrinon vergleichbar sind und der Stoff keine bis kaum anabole Wirkung hat. In Kombination mit dem Wachstumshormon Somatotropin soll jedoch eine bessere und schnellere Regeneration erzielt werden können.
Chemisch ist es verwandt mit den Anabolika Gestrinon sowie Trenbolon.
Es wird durch Reduktion der an C17 verknüpften C-C Dreifachbindung von Gestrinon hergestellt.
Entwickelt wurde THG nach bisherigen Erkenntnissen von der durch Victor Conte geleiteten Bay Area Laboratory Co-Operative. Der United States Anti-Doping Agency wurde anonym durch Star-Trainer Trevor Graham eine Probe in Form einer gebrauchten Spritze zugespielt. So konnte der Stoff erstmals analysiert und identifiziert werden. Daraufhin wurde die Substanz erstmals 2003 bei einer A-Probe (Urinprobe) eines Sportlers nachgewiesen.
THG war 2004 noch nicht namentlich auf der Dopingliste der WADA bzw. des IOC. Es ist jedoch verboten, weil es unter die anabolen Steroide fällt.
Wegen der Verwendung von THG wurden u. a. die Sprinter Dwain Chambers, Marion Jones und Kelli White, die Mittelstreckenläuferin Regina Jacobs, der Kugelstoßer Kevin Toth und der Hammerwerfer John McEwen gesperrt.